# イリマナク
イリマナク（グリーンランド語: Ilimanaq、旧名：デンマーク語: Claushavn）は、グリーンランドのアヴァンナータ自治体にある町。2024年時点の人口は53人。